# 東北おトクパス!
東北おトクパス!（とうほくおトクパス!）とは、かつて実証実験・試験発売が行われていた東北地方内で完結する高速バス及び一部の都市間路線バスや観光路線バスが3日間乗り放題で利用できる企画乗車券である。正式名称は「東北高速バス共通フリーパス」。

## 概要
東北運輸局が2008年度に「東北圏高速バス等利用促進プロジェクト」にて、高速バス利用の円滑化を図るため、その方策についての調査や検討を行った。その結果、共通フリーパスの導入可能性についての調査結果を得て、東北バス協議会が東北内完結の高速バスや一部の都市間路線バスで利用できる共通フリーパスを試験的に発売することになった。

## 実証実験実施団体
- 東北バス協議会
- 東北観光推進機構
- 東北経済連合会
- 東北運輸局

## 実施期間
発売期間
- 2009年11月1日 - 2010年2月25日

利用期間
- 2009年12月1日 - 2010年2月28日

ただし、多客期に当たる2009年12月21日 - 2010年1月10日の間は利用できない。

## 参加事業者
- 弘南バス
- 南部バス
- 十和田観光電鉄
- 秋北バス

- 秋田中央交通
- 羽後交通
- 岩手県北自動車
- 岩手県交通

- 岩手急行バス
- ジェイアールバス東北
- 宮城交通
- ミヤコーバス

- 東日本急行
- 山交バス
- 庄内交通
- 福島交通

- 会津乗合自動車
- 新常磐交通

## 料金
- 9,000円（有効期間：利用開始日を含めて3日間） - ※：小児及び障害者の各割引は適用されない。
東北おトクパス!の原券には、バスの乗り方や路線図などのおトクな情報を紹介するガイドブックにもなっている。

## 利用方法
このパスの券面には2種類あり、「金パス」と呼ばれる金色の券面はバス会社直販分で購入されたもの、「銀パス」と呼ばれる銀色の券面は旅行代理店・コンビニエンスストアで購入した後に引換券を指定されたバス会社窓口にて引き替えたものに分けられる。

### 購入
「金パス」
- 参加事業者内のうち、指定された主要乗車券販売所で購入すれば、そのパスの原券で発行される。

「銀パス」
- 旅行代理店（JTB・近畿日本ツーリスト・日本旅行・トップツアー・名鉄観光）
- コンビニエンスストア（セブン-イレブン・ローソン・ファミリーマート・サークルKサンクス）
  - ただし、旅行代理店やコンビニエンスストアで購入された場合は引換券が発行され、その引換券を利用する前に、必ず「参加事業者内のうち、指定された主要乗車券販売所」でパスの原券に引き替える必要がある。

### 乗車
- 利用できるバス路線には、タコのキャラクターの入ったステッカーが提示される（車両前面と乗車扉近くに貼付）。
- 乗り降り時に「東北おトクパス!」を乗務員に提示する（整理券発行機が設置されている車両では、乗車時に整理券を必ず取る）。
  - 予約制のバスを利用するには、バス会社窓口・電話予約・インターネット予約サイト『発車オ〜ライネット』（本パスに対応させるため、システムを「予約のみ」に設定させて改修）などにて予約をする必要がある（ただし、予約制路線がJRみどりの窓口でも扱っている路線（その窓口でも扱っている十和田北線「みずうみ号」・十和田東線「おいらせ号」・仙台・大館号の3路線）について、JRみどりの窓口では本パスを利用した座席等の予約はできない[1]。また、インターネット予約サイトのうち、『発車オ〜ライネット』以外のサイトで予約しても無効となる）。
乗車の際、乗務員に予約時に受領した予約番号を申告するか、インターネット予約サイト『発車オ〜ライネット』にて予約した際にプリンター等で印刷された予約確認証を提示する必要がある。

## 利用可能な路線
- 利用可能な路線については、#外部リンクの節にあるPDFリンクを参照。

## 注意
- 払戻は券面に記載されているご利用開始日の前日までに限って、購入窓口にて所定の手数料を差し引いた上で払い戻される。
- 利用予定の路線が運休となった場合でも、払戻や利用期間の延長、代替交通機関等による振り替え輸送は一切行わない。